# Thomas Krol
Thomas Krol (Deventer, 16 de agosto de 1992) es un deportista neerlandés que compite en patinaje de velocidad sobre hielo.
Participó en los Juegos Olímpicos de Pekín 2022, obteniendo dos medallas, oro en 1000 m y plata en 1500 m.
Ganó ocho medallas en el Campeonato Mundial de Patinaje de Velocidad sobre Hielo en Distancia Individual entre los años 2016 y 2023, y una medalla de oro en el Campeonato Mundial de Patinaje de Velocidad sobre Hielo en Distancia Corta de 2022.
Además, obtuvo cinco medallas en el Campeonato Europeo de Patinaje de Velocidad sobre Hielo en Distancia Individual entre los años 2018 y 2022, y una medalla de oro en el Campeonato Europeo de Patinaje de Velocidad sobre Hielo en Distancia Corta de 2021.

## Palmarés internacional
| Juegos Olímpicos                           | Juegos Olímpicos                | Juegos Olímpicos  | Juegos Olímpicos      |
| Año                                        | Lugar                           | Medalla           | Prueba                |
| ------------------------------------------ | ------------------------------- | ----------------- | --------------------- |
| 2022                                       | Pekín (China)                   | Medalla de oro    | 1000 m                |
| 2022                                       | Pekín (China)                   | Medalla de plata  | 1500 m                |
| Campeonato Mundial en Distancia Individual |                                 |                   |                       |
| Año                                        | Lugar                           | Medalla           | Prueba                |
| 2016                                       | Kolomna (Rusia)                 | Medalla de bronce | 1500 m                |
| 2019                                       | Inzell (Alemania)               | Medalla de oro    | 1500 m                |
| 2019                                       | Inzell (Alemania)               | Medalla de plata  | 1000 m                |
| 2020                                       | Salt Lake City (Estados Unidos) | Medalla de oro    | Velocidad por equipos |
| 2020                                       | Salt Lake City (Estados Unidos) | Medalla de plata  | 1500 m                |
| 2021                                       | Heerenveen (Países Bajos)       | Medalla de oro    | 1500 m                |
| 2023                                       | Heerenveen (Países Bajos)       | Medalla de plata  | 1000 m                |
| 2023                                       | Heerenveen (Países Bajos)       | Medalla de bronce | 1500 m                |
| Campeonato Mundial en Distancia Corta      |                                 |                   |                       |
| Año                                        | Lugar                           | Medalla           | Prueba                |
| 2022                                       | Hamar (Noruega)                 | Medalla de oro    | Clasificación general |
| Campeonato Europeo en Distancia Individual |                                 |                   |                       |
| Año                                        | Lugar                           | Medalla           | Prueba                |
| 2018                                       | Kolomna (Rusia)                 | Medalla de plata  | 1500 m                |
| 2020                                       | Heerenveen (Países Bajos)       | Medalla de oro    | 1000 m                |
| 2020                                       | Heerenveen (Países Bajos)       | Medalla de plata  | 1500 m                |
| 2022                                       | Heerenveen (Países Bajos)       | Medalla de oro    | 1000 m                |
| 2022                                       | Heerenveen (Países Bajos)       | Medalla de plata  | 1500 m                |
| Campeonato Europeo en Distancia Corta      |                                 |                   |                       |
| Año                                        | Lugar                           | Medalla           | Prueba                |
| 2021                                       | Heerenveen (Países Bajos)       | Medalla de oro    | Clasificación general |